# 滇南铁线莲
滇南铁线莲（学名：Clematis fulvicoma）为毛茛科铁线莲属下的一个种。

## 扩展阅读
維基物種上的相關：滇南铁线莲